# Читукула
Читуку́ла (англ. Chitukula) — традиційна громада у складі дистрикту Лілонгве Центрального регіону Малаві.
Населення — 25842 особи (2018).